# فرانتس شیمر
فرانتس شیمر (انگلیسی: Franz Schiemer؛ زادهٔ ۲۱ مارس ۱۹۸۶) بازیکن بازنشسته و مربی فوتبال اهل اتریش است.
از باشگاه‌هایی که در آن بازی کرده‌است می‌توان به باشگاه فوتبال رید، باشگاه فوتبال آستریا وین و باشگاه فوتبال ردبول زالتسبورگ اشاره کرد.
وی همچنین در تیم‌های ملی فوتبال زیر ۱۷ سال، زیر ۲۱ سال و بزرگسالان اتریش بازی کرده‌است.

## دوران باشگاهی
او کار خود را در زادگاهش Taufkirchen an der Pram به عنوان مهاجم آغاز کرد. شیمر از رده‌های جوانان در باشگاه فوتبال رید گذشت تا اولین بازی حرفه ای خود را در فصل ۲۰۰۳/۲۰۰۴ در حالی‌که تنها ۱۷ سال داشت، انجام دهد. در همان سال او در مسابقات قهرمانی زیر ۱۷ سال اروپا سوم شد. در سال ۲۰۰۵ به باشگاه فوتبال آستریا وین پیوست. در ۹ آوریل ۲۰۰۹ باشگاه فوتبال ردبول سالزبورگ برای فصل ۲۰۰۹/۲۰۱۰ شیمر را از آستریا وین خرید و این بازیکن ۲۳ ساله تیم ملی فوتبال اتریش با ردبولز قراردادی تا ۳۰ ژوئن ۲۰۱۲ امضا کرد.

## دوران ملی
او اولین بازی خود را برای اتریش در اکتبر ۲۰۰۷ مقابل تیم ملی فوتبال سوئیس انجام داد اما برای یورو ۲۰۰۸ نادیده گرفته شد. او در مجموع ۱۸ بازی ملی انجام داده و ۴ گل به ثمر رسانده‌است.

## بازنشستگی و آغاز مربی‌گری
در ۱ ژانویه ۲۰۱۵، شیمر پس از آسیب‌دیدگی از فوتبال حرفه‌ای خداحافظی کرد و در باشگاه فوتبال لیفرینگ دستیار سرمربی شد.